# جوزيف بافينغتون (سياسي)
جوزيف بافينغتون هو محامي وقاضي وسياسي أمريكي، ولد في 27 نوفمبر 1803 في وست تشستر ‏ في الولايات المتحدة، وتوفي في 3 فبراير 1872. نشط حزبياً في حزب اليمين. وقد انتخب عضو مجلس النواب الأمريكي ‏.